# جون إيفانز (سياسي)
جون إيفانز (بالإنجليزية: John Evans)‏ هو سياسي أسترالي، ولد في 1 ديسمبر 1855 في ليفربول في المملكة المتحدة، وتوفي في 2 أكتوبر 1943 في هوبارت في أستراليا. انتخب عضو مجلس نواب تسمانيا وانتخب Premier of Tasmania ‏.